# Bhadgau Sinawari
Bhadgau Sinawari – gaun wikas samiti we wschodniej części Nepalu w strefie Kośi w dystrykcie Sunsari. Według nepalskiego spisu powszechnego z 2001 roku liczył on 2565 gospodarstw domowych i 12960 mieszkańców (6509 kobiet i 6451 mężczyzn).